# Heliothinae

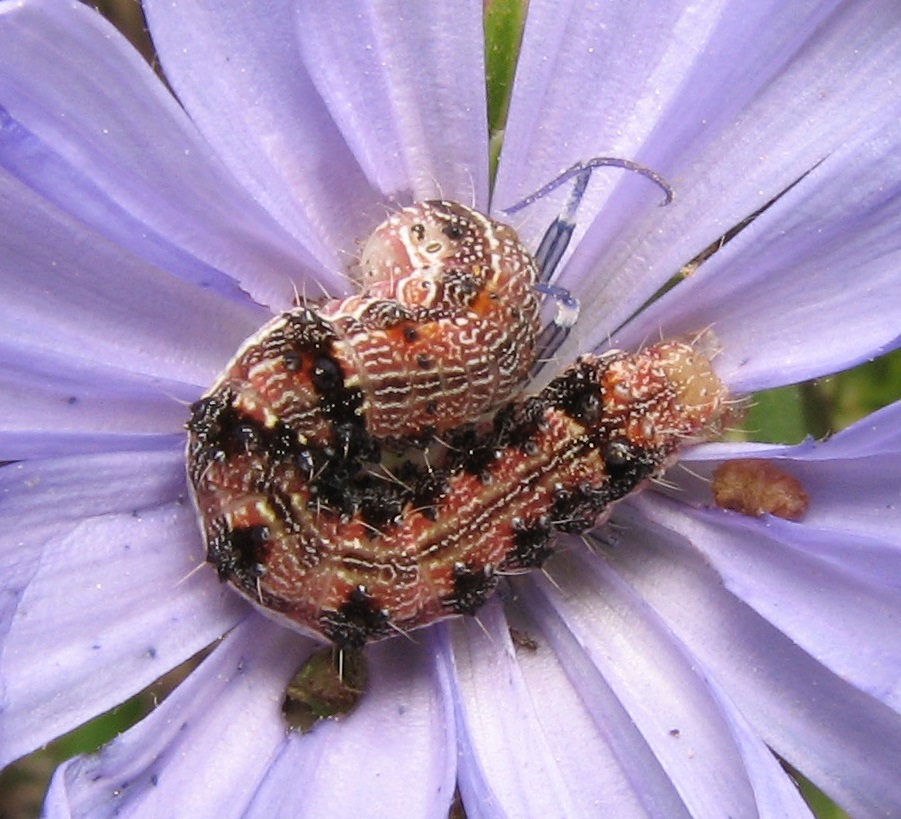
Chloridea virescens larva

Heliothinae es una pequeña subfamilia de polillas perteneciente a la familia Noctuidae. Tiene una 400 especies distribuidas a lo ancho del mundo. Se encuentran predominantemente en las áreas semiáridas subtropicales.

## Taxonomía
La subfamilia ha sido estudiada extensivamente. Importantes trabajos incluyen estudios de Hardwick (1965 and 1970) and Matthews (1988).

## Características
La definición más fiable de la subfamilia se encuentran en las larvas (Hardwick y Matthews). Estas tienen una piel espinosa y una disposición transversal en forma de setas en L1 y L2 en el protórax.
Características de los adultos, que son más o menos exclusivas de esta subfamilia, son los genitales masculinos que se han alargado (Hardwick, 1970).

## Alimentación
La subfamilia produce una serie de plagas graves para los cultivos.
Junto con Stiriinae, la mayoría de los miembros de esta subfamilia se alimentan de semillas y flores (Matthews, 1988).

## Géneros
| - Adisura Moore, 1881 - Aedophron Lederer, 1857 - Australothis Matthews, 1991 - Baptarma Smith, 1904 - Chazaria Moore, 1881 - Derrima Walker, 1858 - Eutricopis Morrison, 1875 - Hebdomochondra Staudinger, 1879 - Helicoverpa Hardwick, 1965 - Heliocheilus Grote, 1865 - Heliolonche Grote, 1873 - Heliothis Ochsenheimer, 1816 | - Heliothodes Hampson, 1910 - Melaporphyria Grote, 1874 - Micriantha Hampson, 1908 - Microhelia Hampson, 1910 - Periphanes Hübner, 1821 - Protadisura Matthews, 1991 - Psectrotarsia Dognin, 1907 - Pyrocleptria Hampson, 1903 - Pyrrhia Hübner, 1821 - Rhodoecia Hampson, 1910 - Schinia Hübner, 1818 - Stenoecia Warren, 1911 - Timora Walker, 1856 |

## Selección de géneros antiguos
- Erythroecia  Hampson, 1910
- Masalia Moore, 1881
- Thyreion  Smith, 1891